# 2009 en droit
Cet article présente les faits marquants de l'année 2009 en droit.

## Événements
- 4 avril : Monde : 60e anniversaire de la création de l'OTAN.
- 5 mai : Europe : 60e anniversaire de la création du Conseil de l'Europe.
- 1er juillet : Europe : 10e anniversaire d'Europol.
- 20 novembre : Monde : 20e anniversaire de la Convention internationale des droits de l'enfant.

## Chronologie

### Janvier
- 1er janvier, France : entrée en vigueur de la loi du 5 mars 2007 réformant les régimes de protection des majeurs : curatelle, tutelle, sauvegarde de justice (loi dite « portant réforme de la protection juridique des majeurs » lire en ligne, avec la création du mandat de protection future).

- 7 janvier : 
  - France : le Président de la République Nicolas Sarkozy annonce la fin prochaine du juge d'instruction en France, les enquêtes pénales étant confiées au ministère public.
  - France : le décret no 2009-14 transforme les « commissaires du gouvernement » auprès des juridictions administratives de droit commun en rapporteurs publics (entrée en vigueur le 1er février).

- 30 janvier, France : une série d'ordonnances, prises sur l'autorisation de la loi de modernisation de l'économie, réforme le régime des investissements financiers, notamment les modalités de contrôle des mouvements financiers, et étend le champ de la fiducie en droit français.

### Février
- 1er février, France : réforme de la procédure devant les juridictions administratives, transformation du « commissaire du gouvernement » en rapporteur public.

### Mars
- 4 mars : la Cour pénale internationale émet un mandat d'arrêt contre le président soudanais Omar el-Béchir.

- 5 mars, France : promulgation d'une loi organique et d'une loi sur la réforme de l'audiovisuel public.

### Avril
- 8 avril, France : le contrôleur général des lieux de privation de liberté, Jean-Marie Delarue, remet un rapport assez négatif sur les prisons françaises.

- 9 avril, France : l'Assemblée nationale rejette le projet de loi dite « Hadopi ».

- 15 avril, France : promulgation de la loi organique no 2009-403 relative à l'application des articles 34-1, 39 et 44 de la Constitution ; évolution du processus législatif en France.

### Mai
- États-Unis : Montejo v. Louisiana, arrêt de la Cour suprême renversant un précédent de 1986 au sujet des interrogatoires de police.

### Juin
- 12 juin, France : promulgation de la loi Création et Internet (loi dite « Hadopi »).

### Septembre
- 1er septembre, France : remise du rapport Léger sur la réforme de la procédure pénale en France et proposant notamment la suppression du juge d'instruction.
- 21 septembre, France : début du procès dans l'affaire Clearstream 2.

### Octobre
- 1er octobre, Royaume-Uni : entrée en fonctions de la Cour suprême.
- 7 octobre, Italie : la Cour constitutionnelle déclare contraire à la Constitution la loi Alfano, qui devait conférer l'immunité pénale aux quatre principaux personnages de l'État.
- 10 octobre:, Argentine: La présidente Cristina Kirchner promulgue la Loi n°26 522 de Services de communication audiovisuelle qui abroge la loi de 1980, promulguée sous la dictature de Videla.
- 22 octobre, France : le Conseil constitutionnel valide en grande partie la loi relative à la protection pénale de la propriété littéraire et artistique sur internet.
- 23 octobre, France : fin des débats dans le procès de l'affaire Clearstream 2.
- 27 octobre, France : 
  - jugement du Tribunal correctionnel de Paris dans l'affaire des ventes d'armes à l'Angola;
  - condamnation de deux organes de l'Église de scientologie pour escroquerie.
- 29 octobre, France : loi relative à la protection pénale de la propriété littéraire et artistique sur internet.
- 30 octobre, France : dans l'affaire des emplois fictifs de la mairie de Paris, l'ancien Président de la République Jacques Chirac est renvoyé devant le Tribunal correctionnel.

### Novembre
- 1er novembre, Union européenne : entrée en vigueur de la directive sur les services de paiement.
- 24 novembre, France: l'Assemblée nationale adopte le projet de loi tendant à amoindrir le risque de récidive criminelle.
- 29 novembre, Suisse : adoption, par votation de l'Initiative populaire « Contre la construction de minarets ».

### Décembre
- 1er décembre, Union européenne : entrée en vigueur du Traité de Lisbonne, signé en 2007 : l'Union européenne acquiert la personnalité morale ; désormais, le Conseil européen dispose d'un président pour 18 mois.

## 2009 à la Cour suprême des États-Unis
- 1er avril 2009 — Entergy Corp. v. Riverkeeper, Inc. : la Cour juge, par 6 voix (Antonin Scalia, etc.) contre 3, que le Clean Water Act permet à l'Agence de protection de l'environnement (EPA) d'effectuer des analyses coût-bénéfices afin d'évaluer la nécessité de mettre en œuvre des technologies plus protectrices de l'environnement [1],[2]. La juge à la Cour d'appel pour le 2e circuit, Sonia Sotomayor, nommée par Barack Obama pour devenir juge à la Cour suprême, s'était opposé à une décision similaire en 2007[3].
- 26 mai 2009 — Montejo v. Louisiana qui renverse Michigan v. Jackson (1986) à propos des interrogatoires de police.
- 8 juin 2009 — Caperton et al. v. A.T. Massey Coal Co., Inc. et al.: la Cour juge pour la première fois que le financement des campagnes électorales pour les juges des États fédérés peut conduire à des conflits d'intérêts [4], [5]. La décision a été prise à 5 voix contre 4, le juge Kennedy ayant soutenu les libéraux John Stevens, David Souter, Ruth Ginsburg et Stephen Breyer[5].
- 8 juin 2009 — Iraq v. Beaty; Iraq v. Simon: la Cour juge à l'unanimité que le gouvernement actuel de l'Irak bénéficie de l'immunité, dans les tribunaux américains, en ce qui concerne les actes perpétrés sous Saddam Hussein. Parmi les plaignants, Bob Simon, un correspondant de CBS News qui alléguait avoir été torturé par les autorités irakiennes lors de la guerre du Golfe[5],[6]
- 18 juin 2009 - District Attorney's Office v. Osborne. La Cour juge, par 5 voix contre 4, que les personnes condamnées n'ont pas de droit constitutionnel à un test ADN[7].
- 25 juin 2009 - Safford Unified School District #1 et al. v. Redding [8],[9]. La Cour juge que la fouille au corps d'une adolescente de 13 ans (forcée à se dénuder), par les responsables de son école, à Safford (Arizona), qui cherchaient des médicaments non autorisés dans l'école (en l'espèce, de l'ibuprofène, un anti-inflammatoire dont on soupçonnait la jeune fille d'approvisionner ses camarades) contrevenait au 4e amendement de la Constitution, prohibant les fouilles arbitraires. Le juge Clarence Thomas est le seul à avoir exprimé une opinion dissidente. De telles fouilles au corps sont prohibées par la plupart des règlements des États[10]